# 五声
五声（ごせい）は、中国の音楽で使われる階名。五音（ごいん）ともいう。
宮（きゅう）、商（しょう）、 角（かく）、 徴（ち）、 羽（う）の五つ。音の高低によって並べると、五音音階ができる。西洋音楽の階名で、宮をドとすると、商はレ、角はミ、徴はソ、羽はラに相当する。後に変宮（宮の低半音）と変徴（徴の低半音）が加えられ、七声または七音となった。変宮と変徴はシとファ＃に相当する。宮・商・角・変徴・徴・羽・変宮で、七音音階を形成する。これは教会旋法のリディア旋法の音階に等しい。すなわち宮をファとすると宮・商・角・変徴・徴・羽・変宮はファ・ソ・ラ・シ・ド・レ・ミに相当する。
五声は三分損益法に基づいている。三分損益法は西洋のピタゴラス音律の原理と同一のものであるため、上記のような西洋音楽の音階との対応を示すことが可能となっている。
中国の漢王朝で書かれた『史記』25巻「律書第三」に「律數 九九八十一以為宮 三分去一 五十四以為徵 三分益一 七十二以為商 三分去一 四十八以為羽 三分益一 六十四以為角」とある。
これは宮を81とすると以下のような比率となることを示している。
宮：{\displaystyle {81}}

徴：{\displaystyle {81\times {\frac {2}{3}}}=54}

商：{\displaystyle {54\times {\frac {4}{3}}}=72}

羽：{\displaystyle {72\times {\frac {2}{3}}}=48}

角：{\displaystyle {48\times {\frac {4}{3}}}=64}

|        | 宮(81) | 商(72) | 角(64) | 徴(54) | 羽(48) |
| 宮(81) | -      | 8/9    | 64/81  | 2/3    | 16/27  |
| 商(72) | 9/8    | -      | 8/9    | 3/4    | 2/3    |
| 角(64) | 81/64  | 9/8    | -      | 27/32  | 3/4    |
| 徴(54) | 3/2    | 4/3    | 32/27  | -      | 8/9    |
| 羽(48) | 27/16  | 3/2    | 4/3    | 9/8    | -      |

五声は十二律に基づいて基準音である宮を定め、それから三分損益法によって他の音高を決定する。五声では60宮調、七声では84宮調の調式を得ることができる（宮を主音とする調式を「宮」、その他の各音を主音とする調式を「調」と呼んだので、84の調式は12宮72調、合わせて84宮調）。ただし、実際の音楽で用いられる調式は限られており、例えば、燕楽では7宮21調、北曲では6宮11調、南曲では5宮8調のみが使われた。
昔の中国では、五声のそれぞれに身分的な意味を持っていた。
- 宮 - 君主
- 商 - 臣下
- 角 - 民
- 徴 - 事
- 羽 - 物